# Drammaterapia
La drammaterapia è una forma di psicoterapia basata su una metodologia attiva ed esperienziale, mirata a facilitare la capacità del partecipante di raccontarsi, risolvere problemi, stabilire delle mete, esprimere emozioni in maniera appropriata, approfondire ed estendere l'esperienza del proprio mondo interiore, migliorare le competenze e i rapporti interpersonali e rafforzare la flessibilità nel rappresentare ruoli nella vita personale, al tempo stesso accrescendo la flessibilità tra ruoli.

## Definizione
Secondo la definizione (1991) della BADth (British Association of Dramatherapists): "Drammaterapia è l'uso intenzionale e sistematico degli aspetti curativi del dramma nel processo terapeutico".
L'Institute of Dramatherapy, che ne è stata la prima scuola accreditata in Gran Bretagna, ha enunciato nel 1993 la seguente definizione: "La Drammaterapia è una terapia artistica basata sull'arte teatrale e applicata a contesti clinici e sociali, sia in assetto individuale sia di gruppo".
Grazie a questa flessibilità applicativa, la drammaterapia si presta anche ad essere impiegata nei contesti lavorativi ove siano fondamentali le risorse umane (nel qual caso viene detta Drama-based training), in particolare nella costruzione di squadre, nella risoluzione di conflitti e, più in generale, nella crescita professionale (ad esempio per la cura dell'ansia da prestazione).